# Rheinbegradigung

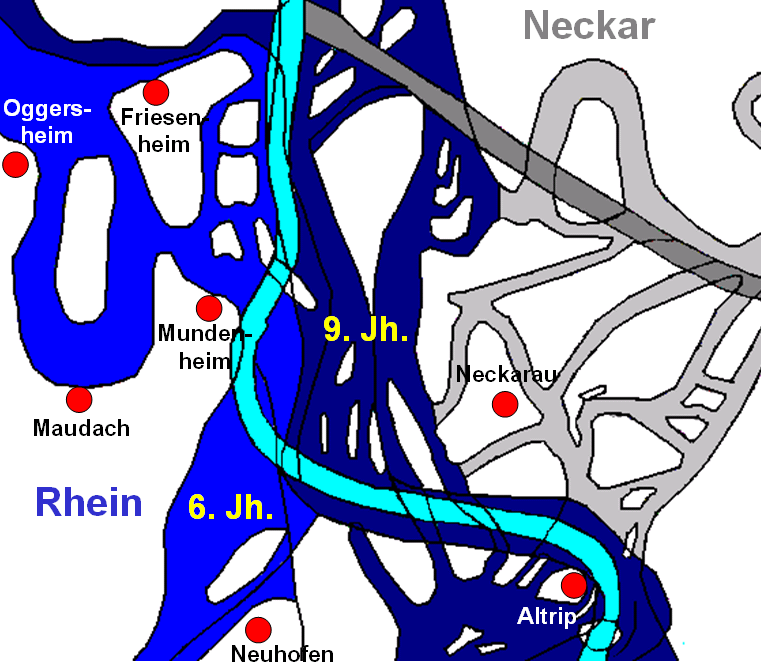
Verschiedene Flussläufe an der Neckarmündung

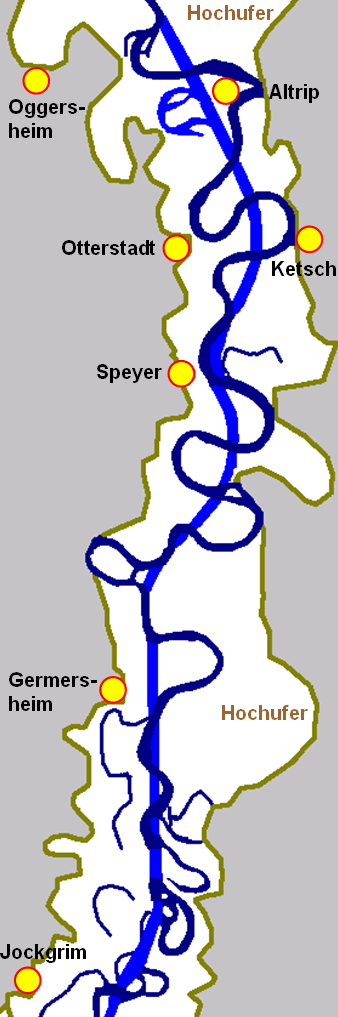
Ursprünglicher Plan

Die Rheinbegradigung, auch Rheinregulierung, Rheinkorrektur oder Rheinrektifikation genannt, ist die künstliche Verkürzung des ehemals verzopften oder mäandrierenden Oberrheins. Die Flussbegradigung wurde in Deutschland und Frankreich zwischen 1817 und 1876 nach Plänen von Johann Gottfried Tulla und seinen Nachfolgern, darunter Max Honsell, durchgeführt. Die Rheinbegradigung war Voraussetzung für die Schiffbarmachung des Rheins hinauf bis Basel, die 1907 begonnen wurde.

## Situation um 1810
Nach der Eiszeit hatte sich der Oberrhein in seinen Ablagerungen eingegraben und girlandenartige Hochufer hinterlassen, auf denen sich hochwassersichere Siedlungen entwickeln konnten. Die in der Niederung gelegenen Ansiedlungen waren aber immer wieder von schweren Überschwemmungen betroffen.
Der Rhein selbst floss zwischen Basel und Rastatt auf einem zwei bis drei Kilometer breiten Abflussgebiet mit vielen Flussarmen und kleinen Inseln, während er zwischen Rastatt und Mainz die Niederung in weit ausholenden Schlingen durchströmte.
Da der Rhein die Grenze zwischen dem Großherzogtum Baden und Frankreich bzw. der bayerischen Pfalz bildete, und der genaue Flussverlauf sich häufig änderte, musste auch der Grenzverlauf immer wieder neu vermessen werden. Wirtschaftliche Bedeutung hatte der Rhein als Verkehrsader für die Flößerei und als Fischgewässer.
Bereits vor Tulla waren am Oberrhein Begradigungen des Rheinlaufs durchgeführt worden. Beispielsweise vereinbarten die Kurpfalz und die Markgrafschaft Baden 1391 einen Durchschnitt, der westlich der Ortschaft Rußheim angelegt werden sollte. Dadurch wurde eine Flussschlinge nördlich von Sondernheim zum Altrhein.

## Planung

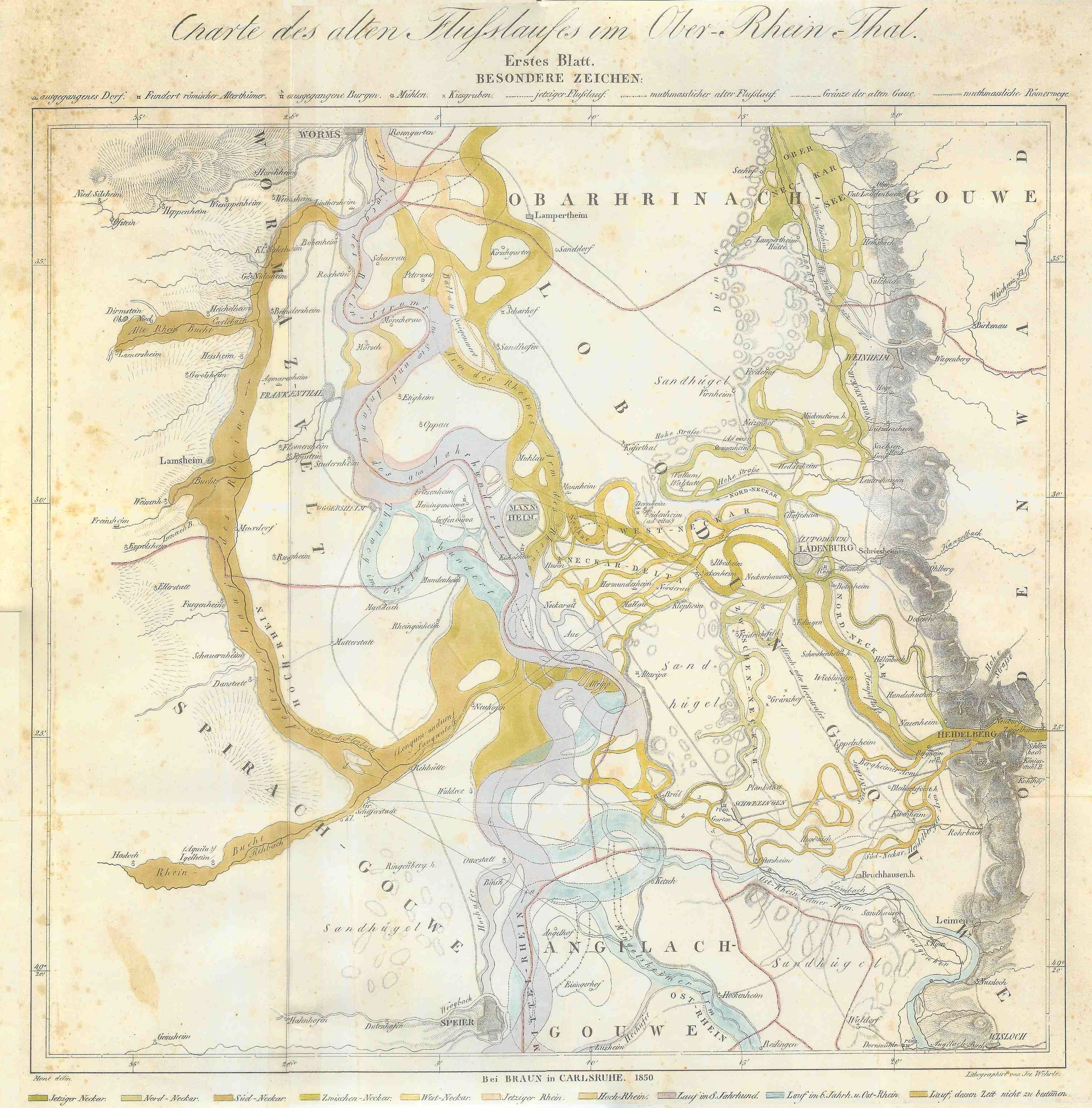
Verschiedene Flussläufe im Laufe der Jahrhunderte im Großraum Mannheim auf einer Karte von 1850

Der erste Plan zur Korrektur des Oberrheins durch Tulla wurde 1809 vorgelegt. Dabei sollten in der Oberrheinebene nördlich von Karlsruhe mittels „Durchstichen“ Flussschlingen abgetrennt und das Flussbett auf 200–250 m eingeengt und vertieft werden, sowie Dammanlagen zum Schutz gegen Überschwemmungen angelegt werden, was den Fluss zur Tiefenerosion zwingen und den Wasserspiegel senken sollte.
Das Hochwasser im Januar 1816, das die Gemeinde Wörth schwer heimsuchte, führte am 26. April 1817 zu einer Übereinkunft zwischen der badischen und der bayerischen Regierung ohne Aufrechnung der Kosten. Es wurde beschlossen, die Flusskrümmungen nach dem vorgesehenen Rektifikationsplan zu durchstechen. Daraufhin übernahm Bayern die Ausführung der Durchstiche auf badischem Gebiet und Baden die Durchstiche auf bayerischem Gebiet.

## Durchführung

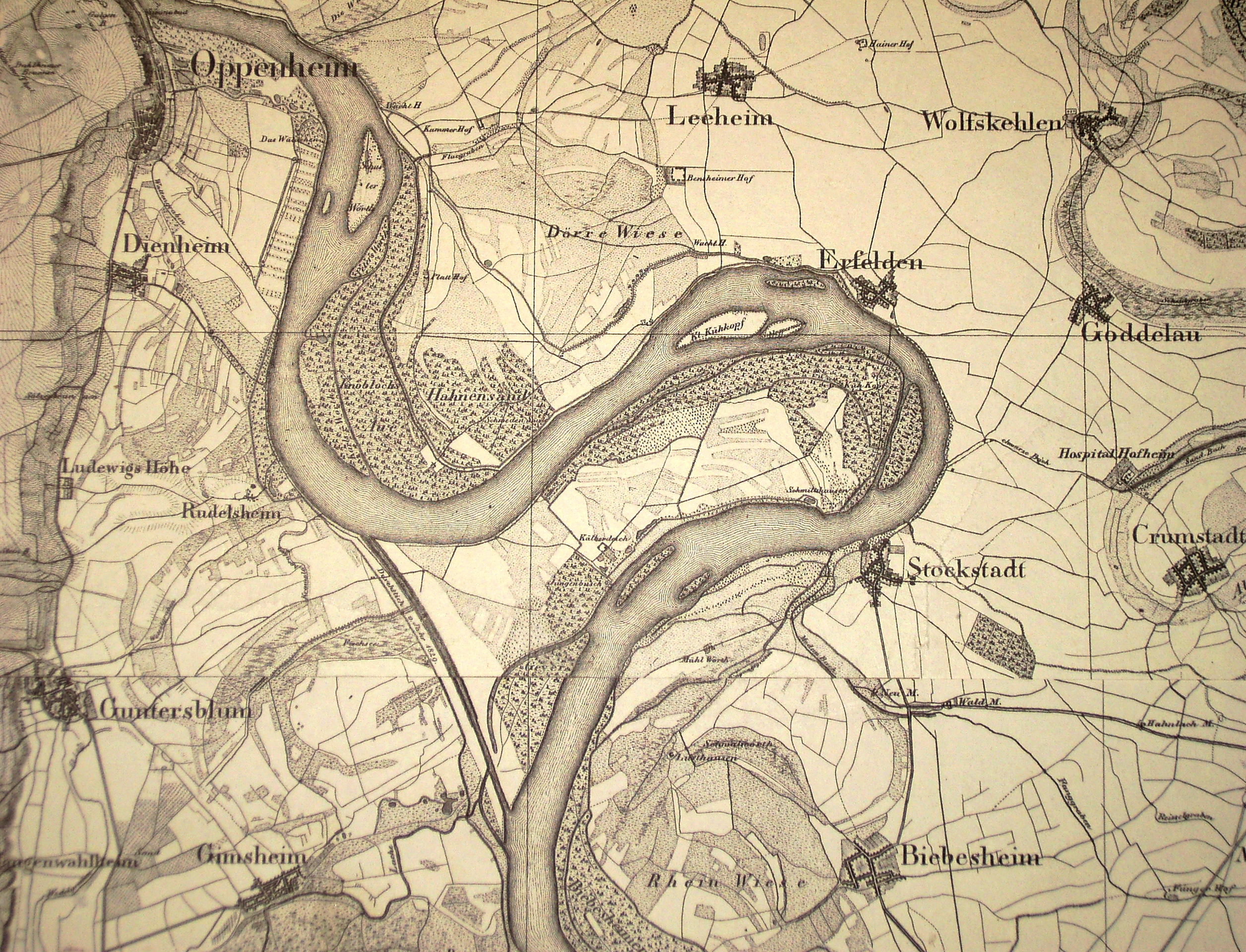
Im Jahre 1829 wurde am Kühkopf ein im Vergleich zum Flussbett schmaler Abkürzungs-Kanal gegraben. Die übrige „Arbeit“ zur Verbreiterung übernahm der Fluss selbst. Heute nimmt der Fluss nur noch diese Abkürzung, durch die inzwischen fast vollständig verlandete Schleife fließt nur noch ein kleiner Teil des Wassers.

### Durchstiche
Weil es zu dieser Zeit noch kein schweres Gerät wie Bagger gab und Erdreich nur mit Schaufeln, Schubkarren und Pferdefuhrwerken bewegt werden konnte, war man bemüht, möglichst wenig Erde zu bewegen.
Man grub also kein komplettes neues Flussbett, sondern nur kleine Leitgräben als Abkürzungen durch die Schleifen, diese hatten eine Breite von circa 10 bis 25 Metern.
Während der Bauarbeiten ließ man am oberen Ende noch einen kleinen Damm übrig, damit die Arbeiter weitgehend im Trockenen schaufeln konnten. Dieser Damm wurde entfernt, wenn der Leitgraben ansonsten komplett fertig war, womit der Graben geflutet wurde und das Wasser eine Abkürzung fand.
Die Verbreiterung auf die volle Flussbettbreite von 240 m oberhalb und 300 m unterhalb von Mannheim übernahm der Fluss selbst. Da die Kanäle die gleiche Höhendifferenz wie die Schleifen auf einer kürzeren Strecke überwinden, war hier das Gefälle größer und die Strömung stärker, so dass die Leitgräben nach und nach von alleine auf die volle Breite wuchsen.
In vielen Fällen wurde die alte Schleife am oberen Ende mit einem Damm versperrt, so dass hier keine Strömung mehr herrschte und die Schleifen langsam verlandeten. Der Kühkopf (siehe Karte) ist eine Ausnahme: Noch heute fließt ein Teil des Rheinwassers durch die alte Schleife – die Wassermenge wird hier allerdings am Eingang durch eine Schwelle aus Beton begrenzt.

### Verlauf

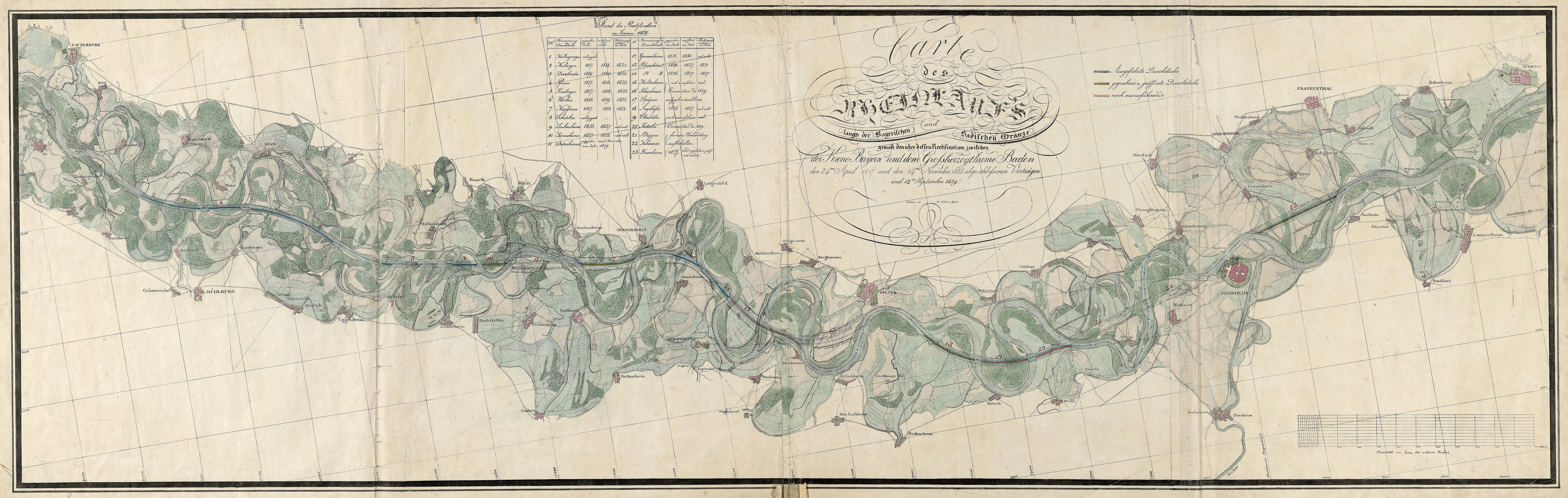
Der Stand der Korrekturen auf dem badisch-pfälzischen Abschnitt 1831

Im Frühjahr 1817 wurden Waldflächen abgeholzt und mit dem Knielinger Durchstich begonnen. Die Arbeiten konnten nicht ohne Zwischenfälle aufgenommen werden. Die Bewohner von Knielingen fürchteten um ihre Fischgründe und widersetzten sich; ihr Widerstand wurde mit militärischer Gewalt gebrochen.
Die Gemeinden wurden zu Hand- und Spanndiensten verpflichtet. Der ausgehobene Boden wurde seitlich geschüttet. Die weitere Vertiefung und Verbreiterung der Durchstiche blieb den Hochwassern überlassen. 

Der Rhein von Basel bis unterhalb des Isteiner Klotzes nach der Korrektur im Jahr 1872

Nach mehreren Jahren nahm der Rhein dann endgültig den neuen Talweg auf.
Die Breite des Rheins wurde von Tulla auf 240 Meter festgelegt. Von der Mündung des Neckars stromabwärts war eine Breite von 300 Metern vorgesehen. Das Ufer selbst wurde durch Senkfaschinen und Steinpflaster befestigt.
Proteste gegen die Fortführung der Rheinbegradigung wurden im Jahr 1826 von den Regierungen in Hessen, Preußen und den Niederlanden vorgebracht. Erst nach schwierigen Verhandlungen konnten die vorgebrachten Befürchtungen einer verstärkten Hochwasser- und Eisgefahr zerstreut werden. Als letzter Durchstich wurde der Altriper Durchstich im Jahr 1865 in Angriff genommen. Weitere Korrekturen, wie nur wenig rheinabwärts der Durchstich bei Neckarau, der durch den heutigen Waldpark Mannheim geführt hätte, wurden jedoch nicht mehr realisiert. Daher weist der Rhein auch heute noch einzelne Schlingen auf.
Das Durchstechen der Mäander verkürzte die Strecke zwischen Basel und Bingen um 81 km. Der Plan erschien zunächst auch in Bezug auf die Vertiefung des Flussbetts erfolgreich, da der Wasserspiegel sank, die Flussauen besser landwirtschaftlich nutzbar gemacht werden konnten und der Oberrhein fürs Erste von Hochwasser verschont blieb.

### Rheinbegradigung zwischen Basel und der Lautermündung
Entlang der badisch-französischen Grenze zwischen Basel und der Lautermündung begann 1840 die Begradigung am Oberrhein, nachdem ein Staatsvertrag zwischen Baden und Frankreich vom 5. April 1840 die rechtlichen Rahmenbedingungen abgesteckt hatte.

### Durchstiche entlang der badisch-pfälzischen Grenze
Von der Lautermündung bis Roxheim wurden insgesamt 18 Durchstiche gemacht, der Stromlauf wurde damit von 135 Kilometer um 37 Prozent auf 86 Kilometer Länge verkürzt.
Von den 18 Durchstichen führte Bayern 8 und Baden 10 aus. Die Kosten des Altriper Durchstiches wurden gemeinschaftlich bezahlt.
1. Neuburger Durchstich (1818–1821)
2. Daxlander Durchstich (1820–1822)
3. Pforzer Durchstich (1818–1824)
4. Knielinger Durchstich (1818)
5. Wörther Durchstich (1819–1821)
6. Neupfotzer Durchstich (1818–1828)

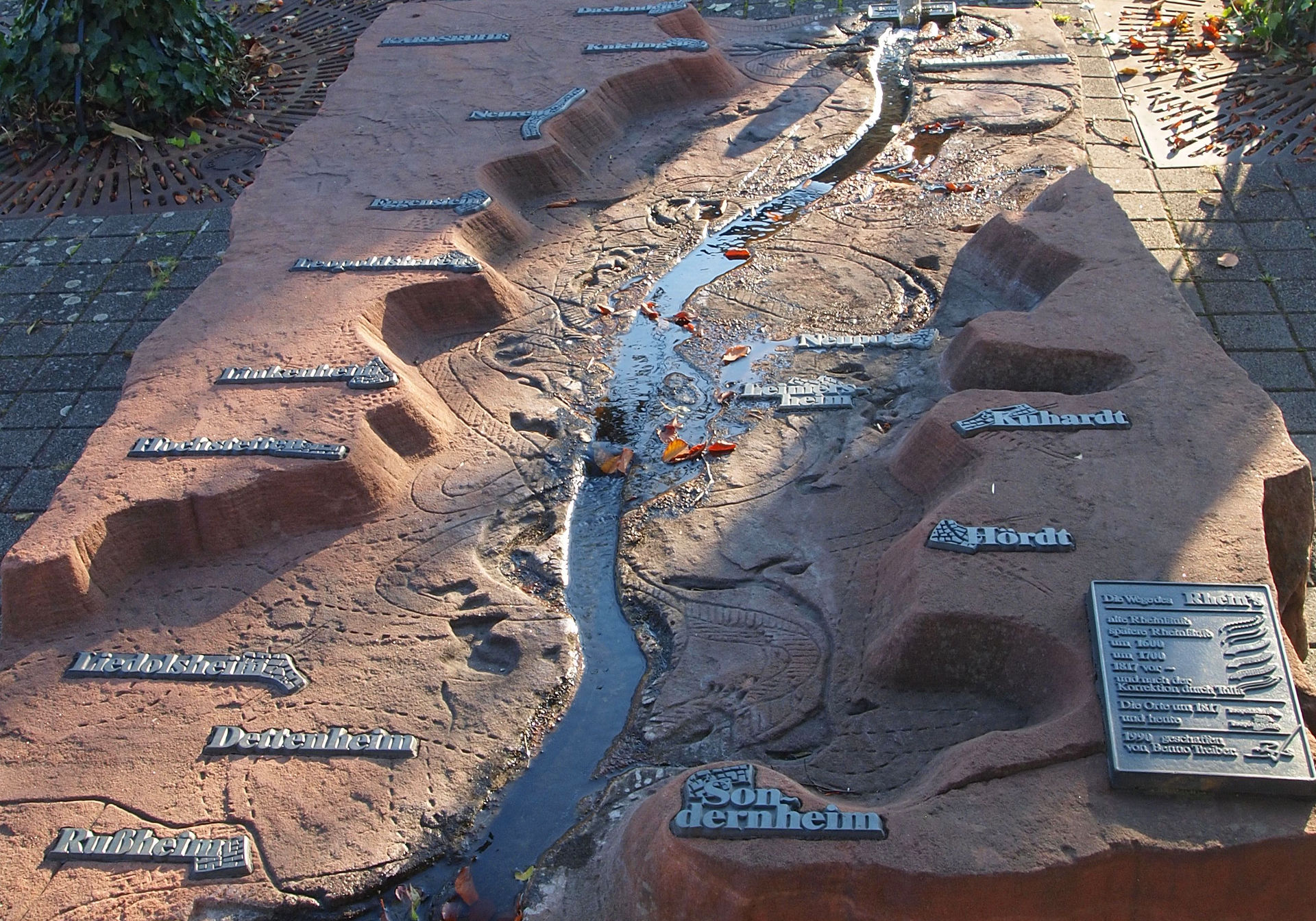
Denkmal in Leopoldshafen für die Rheinbegradigung zwischen Karlsruhe und Germersheim

7. Linkenheimer Durchstich (1827–1830)
8. Leimersheimer Durchstich (1828–1837)
9. Germersheimer Durchstich (1827–1833)
10. Rheinsheimer Durchstich I (1827–1832)
11. Rheinsheimer Durchstich II (1827–1832)
12. Mechtersheimer Durchstich (1843–1844)
13. Rheinhauser Durchstich (1843–1844)
14. Angelhofer Durchstich (1827–1876)
15. Otterstadter Durchstich (1834–1845)
16. Ketscher Durchstich (1834–1839)
17. Altriper Durchstich (1866)
18. Friesenheimer Durchstich (1852–1861)[2]

### Rheinbegradigung in Hessen
Die Rheinbegradigung zwischen Worms und Mainz war eine rein hessische Angelegenheit, nachdem auf dem Wiener Kongress von 1814/15 die Provinz Rheinhessen an das Großherzogtum Hessen angegliedert worden war. 1828/1829 erfolgte unter dem Großherzoglichen Wasserbaudirektor Claus Kröncke ein Durchstich auf der Höhe von Guntersblum. Die dadurch vom linksrheinischen Festland abgetrennte Binnenhalbinsel ist die heutige Binneninsel Kühkopf.

### Rheinkorrektion zwischen Mainz und Bingen
Eine technische Kommission ermittelte 1854 von Mainz bis Bingen die für eine Fortsetzung der Korrektion als notwendig angesehenen Maßnahmen. Viele der damaligen Rheinauen sollten „abgetrieben“ werden. Seit Februar 1863 gab es Pläne für die Strecke zwischen Niederwalluf und Geisenheim in dem damals zum Herzogtum Nassau gehörenden Rheingau. Ziel war die Beseitigung der Schifffahrtshindernisse, die Verbesserung des unregelmäßigen Zustandes im Flussbett und eine Normalbreite im ungeteilten Strom bei 450 Meter (bei 6 Fuß am Mainzer Pegel). Auch die Abtreibung einzelner Auen sowie die Uferbefestigung und Parallelwerke aus Steinwürfen waren bis zum Jahr 1866 geplant. 1867 wurden die ersten Steinmassen herangefahren. In diesem Jahr wurde der Rheingau Teil des preußischen Regierungsbezirks Wiesbaden. In der Rheingauer Bevölkerung formierte sich auf breiter Ebene Widerstand gegen die Pläne. Heinrich Eduard von Lade aus Geisenheim machte sich zum Wortführer einer Petition beim preußischen König Wilhelm und dem preußischen Ministerpräsidenten Otto von Bismarck. Man ließ den Landesherren wissen, dass vor den Rheingaugemeinden große Sumpfgebiete entstehen würden als Brutstätte für Stechmückenplagen. Einige Orte wie Erbach, Hattenheim und Winkel wären vom Rhein aus nicht mehr erreichbar. Der Fluss dürfe nicht zu einem Kanal werden, so von Lade, auch der Tourismus werde Schaden nehmen. Die Bevölkerung werde verarmen und in Krankheit verkommen und die Weinberge würden massiv an Wert verlieren. Der Rheingau sprach von einer nicht sinnvollen Rheinkorrektion, die ja doch am Binger Loch ein Ende finde. Der König von Preußen möge deshalb die Rheinkorrektion einstellen. Die Presse berichtete damals hierüber. Von Lade hatte fast den gesamten Rheingau auf seiner Seite, Pfarrer, Bürgermeister, Lehrer, Winzer und Andere unterzeichneten die Petition. Von Lade reiste bis nach Berlin, um Reichskanzler Otto von Bismarck und König Wilhelm I. seine Sorgen vorzutragen.

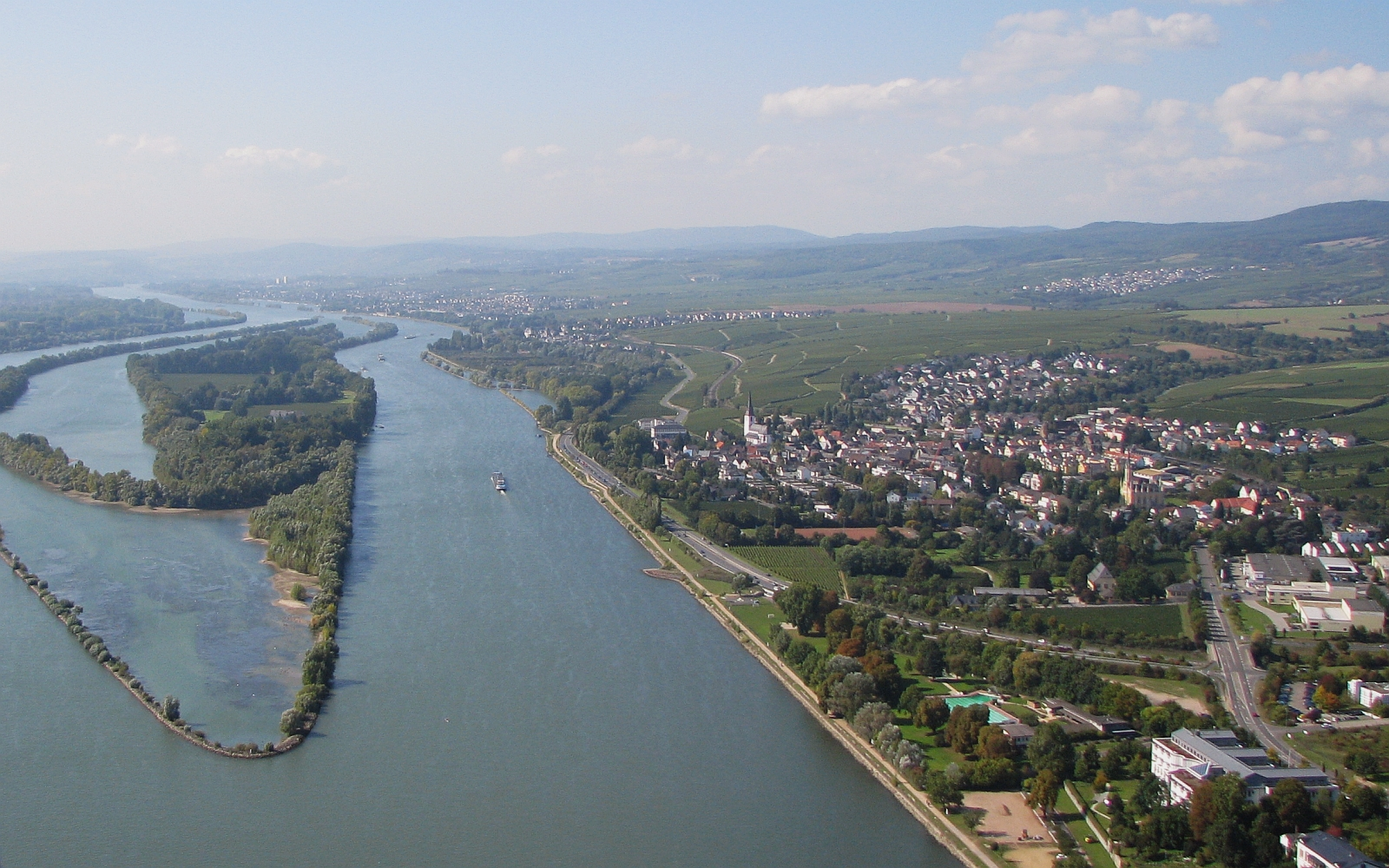
Inselrhein bei Erbach im Rheingau mit der Insel Mariannenaue

Schließlich wurden im Dezember 1867 die bereits begonnenen Baumaßnahmen eingestellt, um die Pläne noch einmal zu überprüfen. Eine 1880 im Reichstag gebildete Kommission fasste aber noch im gleichen Jahr den Beschluss, dass die bauliche Maßnahme nicht zum Schaden der Region sei. Die befürchteten Folgen würden nicht eintreten. Der Ausbau des Rheins als Wasserstraße gewann Vorrang. Die Interessenvertreter im Rheingau trennten sich in zwei Lager. Man erkannte, dass man Kompromisse eingehen musste. So sind die Strömungsverhältnisse in diesem Abschnitt des Rheins bis in das 20. Jahrhundert immer wieder verändert worden. Der Widerstand gegen die ersten Pläne zur Rheinkorrektion hat letztlich bewirkt, dass der Streckenabschnitt zwischen Mainz und Bingen als Inselrhein einen besonderen Charakter bewahren konnte.

### Steinlieferanten
Das im Zuge der Rheinbegradigung benötigte Steinmaterial wurde unter anderem aus den im Neckartal gelegenen Steinbrüchen des Johann Friedrich II. Götz geliefert. Die hölzernen Lastkähne wurden bis Plittersdorf von Pferden getreidelt oder von Dampfbooten geschleppt. Am Verladeplatz wurden die Steine manuell entladen. Die Fahrt talwärts erfolgte für die götzschen Lastkähne aus eigenem Antrieb. Neckaraufwärts wurden die Holzschiffe ab 1878 im Anhang eines Kettenschleppschiffes gezogen. Die Steine aus den im Neckartal gelegenen götzschen Steinbrüchen waren nur bis Karlsruhe konkurrenzfähig. Rheinaufwärts wurde der Granitstein aus den Steinbrüchen des Schwarzwaldes bevorzugt. Die von Götz belieferten Abschnitte des Rheins variierten dennoch je nach zu bebauender Rheinpassage.

## Folgen

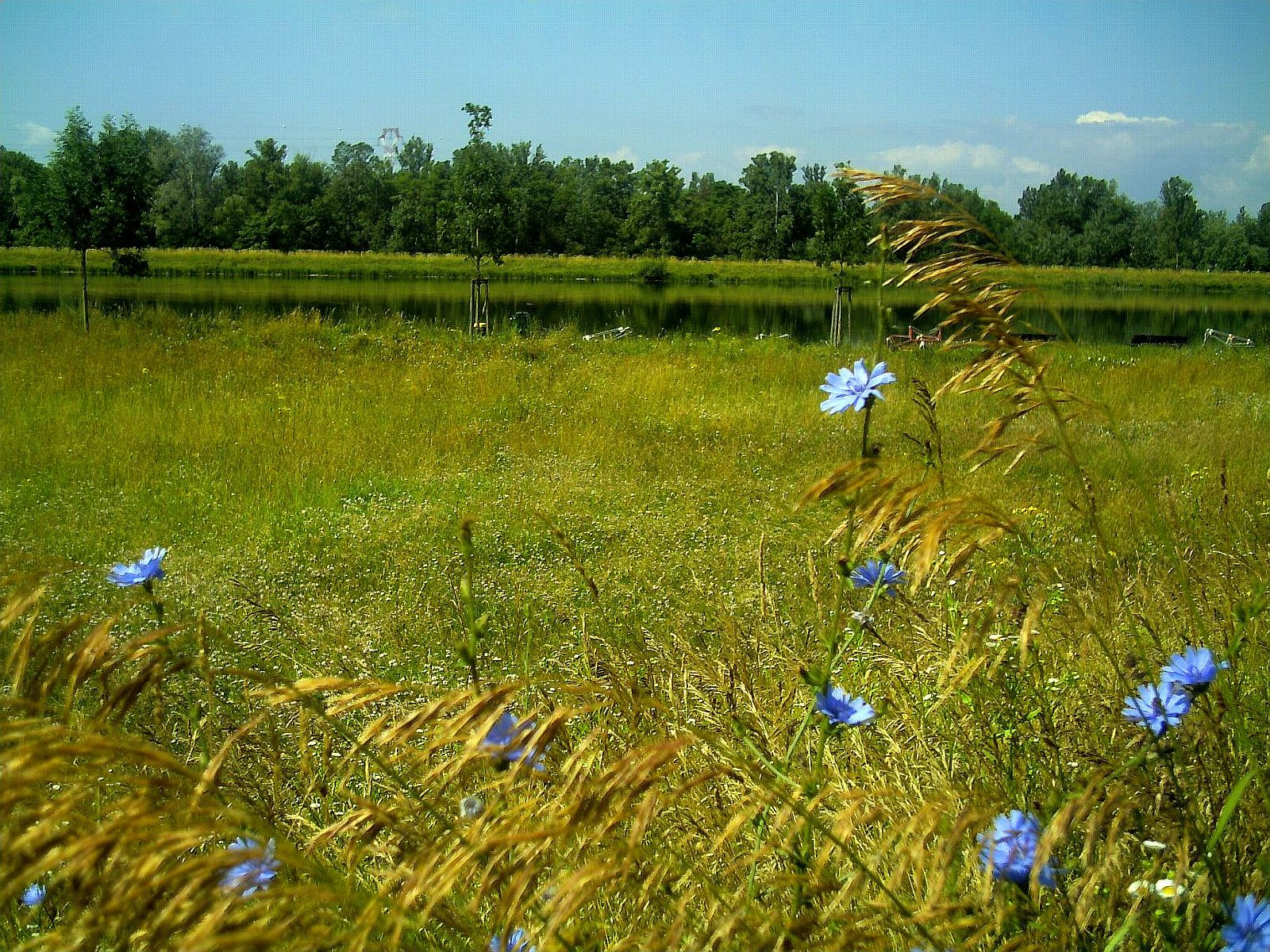
Rheinufer mit Wegwarten bei Breisach am Rhein (Trockenaue, Ende Juni 2013)

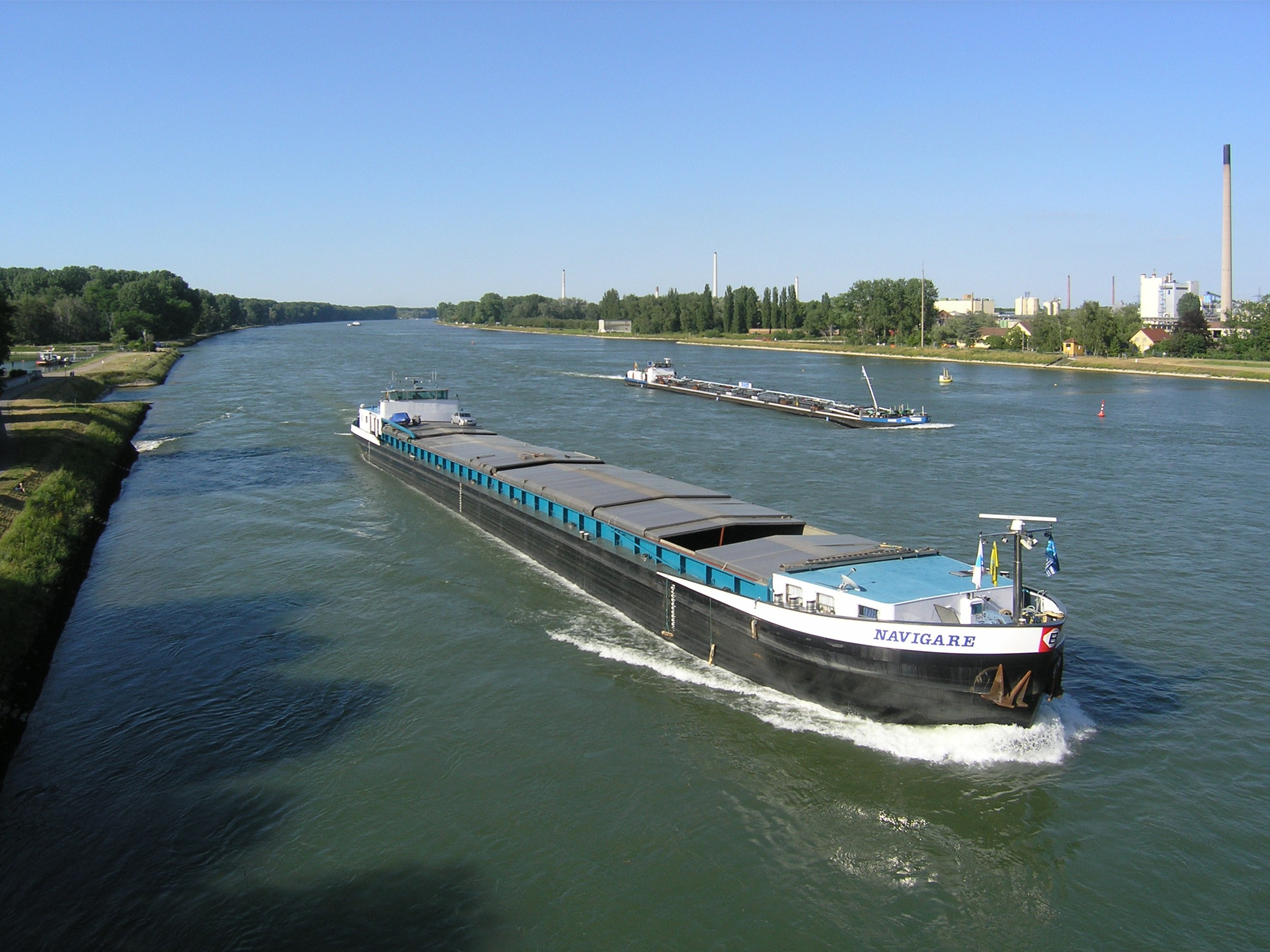
Rhein bei Karlsruhe-Maxau

Infolge der Rheinbegradigung verlagerte sich die Hochwassergefahr in Richtung Mündung. In den oberen Flussabschnitten entstand erstmals ein durchgehendes Dammsystem, das einen effektiven Schutz vor hohen Pegelständen bot. Durch die höhere Fließgeschwindigkeit wurde der natürlich auftretende Hochwasserspiegel zudem um rund einen Meter abgesenkt und die Gefahr von Eisstauungen verringert. Die Begradigung brachte so Vorteile für die Schifffahrt, die wiederum folglich nur noch bei extremem Hoch- und Niedrigwasser eingeschränkt war. Negativ betroffen von der Regulierung waren die Fischer.
In der Planung hatte man die höhere Fließgeschwindigkeit dazu nutzen wollen, den Kies des Flussbetts sich rascher stromabwärts bewegen zu lassen, was zu einer erwünschten Tiefenerosion führen sollte. Diese natürliche Vertiefung hätte es unnötig gemacht, immer höhere Dämme als Hochwasserschutzmaßnahme zu errichten. Nach der Umsetzung zeigte sich diese Annahme als erhebliche Unterschätzung des Erosionsprozesses: An einigen Stellen grub sich der Fluss bis zu 10 Meter tief in den Grund. Damit senkte sich der Grundwasserspiegel und war für die landwirtschaftliche Nutzung der angrenzenden Flächen zu niedrig. Einzelne Auwälder starben ab; es bildete sich die nun als „deutschlandweit einzigartiger“ Lebensraum für Flora und Fauna bezeichnete Trockenaue am Oberrhein. Zudem mussten in vielen Orten vorhandene Brunnen vertieft werden, um weiterhin die Wasserversorgung sicherzustellen. Manche Nebenarme blieben nun auch bei Hochwasser ohne Wasser und wurden nachfolgend zum Teil anderweitig genutzt (Verlandung). Ursprüngliche Naturlandschaften wurden weitgehend beseitigt; nur an wenigen Stellen sind noch Relikte der ehemaligen Rheinschleifen vorhanden (Altrhein).
In den zwischen den Ländern Baden und Bayern geschlossenen Verträgen wurden auch die Hoheitsgrenze und das Eigentumsrecht festgelegt. Die Grenze wurde fast durchgehend (Ausnahmen: Kollerinsel und Brückenkopf der Festung Germersheim) durch den Talweg bestimmt. Grundstücke, welche auf das jenseitige Ufer kamen, gingen in die Hoheit des jeweiligen Staats über. Grundeigentum blieb bei den bisherigen Besitzern. Altwasser wurden Eigentum des Staates, unter dessen Hoheit sie fielen.

## Filmdokumentation
- Christian Stiefenhofer, Peter Bardehle (beide Regie): Der Flussbaumeister – Wie Tulla den Rhein begradigte.[6] Deutschland, 2019, 90 Min. (mit Spielszenen)